# كوتريل جيمس هنتر
كوتريل جيمس هنتر (بالإنجليزية: C. J. Hunter) هو منافس ألعاب قوى أمريكي، ولد في 14 ديسمبر 1968 في واشنطن العاصمة في الولايات المتحدة.

## وصلات خارجية
- كوتريل جيمس هنتر على موقع الاتحاد الدولي لألعاب القوى (الإنجليزية)
- كوتريل جيمس هنتر على موقع اللجنة الأولمبية الدولية (الإنجليزية)
- كوتريل جيمس هنتر على موقع أوليمبيديا (الإنجليزية)